# Ulrich von Hutten
Ulrich von Hutten, tysk renässanshumanist, född 21 april 1488 på slottet Steckelberg vid Fulda, död 29 augusti 1523 på ön Ufenau i Zürichsjön.

## Bakgrund
von Huttens far bestämde att han skulle bli munk och 1499 fördes han till klostret Fulda men flydde därifrån 1505. Därefter irrade han omkring i Tyskland, fattig och förskjuten av sin far.
Han besökte universiteten i Köln, Erfurt, Frankfurt an der Oder, Leipzig, Greifswald, Rostock, Wittenberg och Wien där han studerade humanism. Han sysslade även med skaldskap och författade bland annat två böcker med klagosånger (Querelarum libri duo) över personliga fiender och en dikt om verskonsten som vann erkännande. 1512 åkte han till Italien där han av tvingades att ta krigstjänst. När han återkom till Tyskland fick han en förmånlig anställning hos ärkebiskop Albrekt av Magdeburg och Mainz.
1515 försonades han med sin familj då han uppträdde i fem tal och dialogen l'halarismus mot hertig Ulrich av Württemberg som hade mördat en vän till honom. I december samma år begav sig von Hutten åter till Italien för juridiska studier men han ägnade större delen av sin tid åt de grekiska auktorerna, i synnerhet Lukianos.

## Reformering av kyrkan

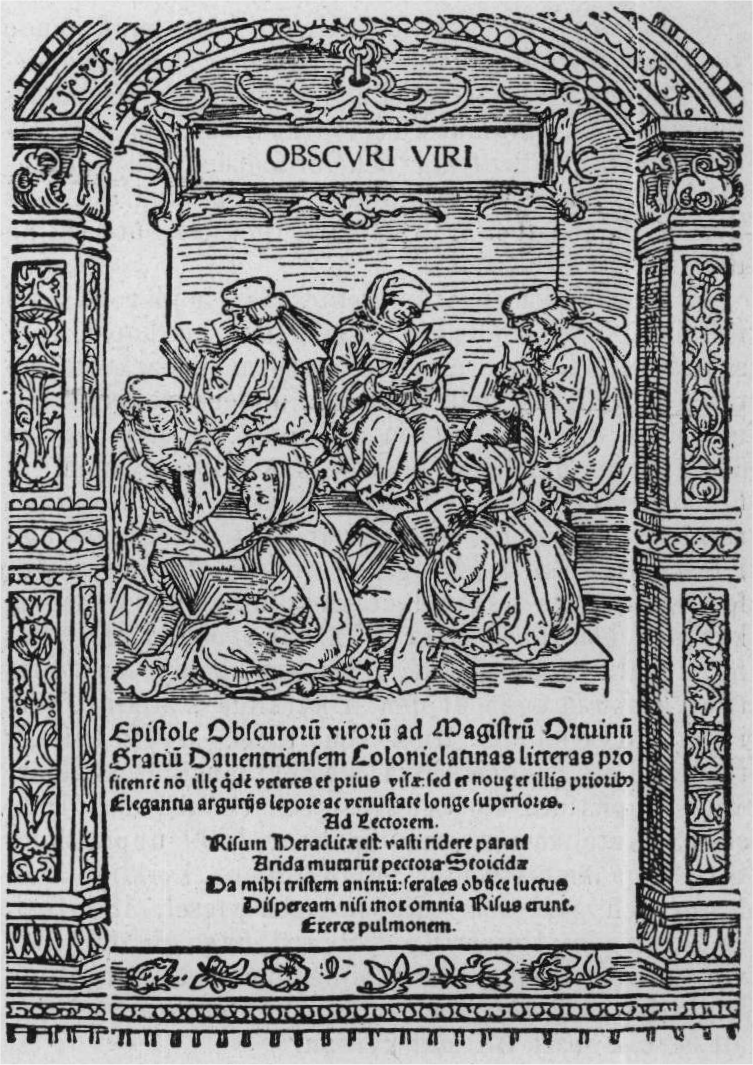
Titelbladet till den andra delen av Epistolæ obscurorum virorum

Även om inte von Hutten fick någon akademisk titel så var han dock redan en talangfull förkämpe för humanismens sak. I bitska epigram hade han gisslat påven Julius II:s fel och dominikanermunkarnas förföljelser emot Johann Reuchlin. I den satiriska skriften Epistolæ obscurorum virorum är det mesta av den andra delen (1517) författat av honom.
Vid sin återkomst till Tyskland 1517 kröntes han av kejsar Maximilian I med skaldelagern. Från denna tid hade von Hutten fått sin livsuppgift klar för sig: strid för Tysklands enighet och emot Roms övervälde. Redan samma år gav han ut Lorenzo Vallas skrift De donatione Constantini quid veri habeat som angrep själva grunden för påvens världsliga makt och vid riksdagen i Augsburg 1518 uppmanade han i skriften Ad principes germanos ut bellum turcis inferant exhortatoria den tyska nationen till kamp mot turkarna.
1519 lämnade von Hutten ärkebiskop Albrekts tjänst och begav sig till Franz von Sickingen och tillsammans med honom gjorde han ett kort fälttåg mot sin gamle fiende Ulrik av Württemberg. Följande år gav han ut satiren Vadisens sive trinitas romana som var riktad mot fördärvet i Rom. Han kom tidigt i kontakt med Martin Luther men medan denne sökte sitt stöd hos de tyska furstarna och sålunda medverkade till Tysklands splittring vände sig von Hutten till kejsaren vars makt han ville öka genom en reducering av klostren och biskopsstiften.
Då kejsar Karl V lika lite som sin bror, konung Ferdinand I, ville gå i spetsen för en kyrklig reformation, som dessutom blev en politisk fråga, uppmanade von Hutten och Franz von Sickingen till revolution och kallade ridderskapet till hjälp. Samtidigt slutade von Hutten att använda sig av de intellektuellas språk, latin, och talade till sina anhängare på modersmålet i Klag und vormanung gegen den übermässigen gewalt des bapsts (1520) samt i Neue gespräche (1521).
Utgången av riksdagen i Worms inspirerade von Hutten till en ännu mer fanatisk verksamhet. Han gav ut en mängd stridsskrifter och i städerna försökte han förgäves förmå adeln att medverka till inskränkningen av furstarnas makt och upprättandet av en tysk nationalkyrka.

## Slutet
I slutet av 1522 påbörjade Sickingen striden i spetsen för riddarskapet vid Rhen. Då hans anfall på Trier misslyckades avlägsnade han den mycket hatade von Hutten från sin närhet som då flydde till reformatorn Huldrych Zwingli i Schweiz. Kort därefter dog han efter att ha lidit av syfilis i 15 år.